# 坂元龍三
坂元 龍三（さかもと りゅうぞう、1947年11月20日 - ）は日本の実業家。東洋紡株式会社代表取締役会長、日本化学繊維協会会長、日本経営協会副会長、関西経済連合会副会長、クラブ関西理事長。

## 経歴
鹿児島県鹿屋市生まれ。
- 1966年 - 鹿児島県立鹿屋高等学校 卒業
- 1970年 - 信州大学繊維学部繊維工学科 卒業[2]
- 1972年 - 同大学院繊維学研究科 修了[2]
- 1972年 - 東洋紡績 入社
- 1998年 - 同社 紡織加工生産技術部長
- 2001年 - 同社 参与、短繊維織物事業部長
- 2002年 - 同社 取締役
- 2005年 - 同社 代表取締役社長
- 2007年 - 日本紡績協会 会長[5]
- 2008年 - 日本化学繊維協会 会長
- 2011年 - 日本紡績協会 副会長[6]
- 2014年 - 同社 代表取締役会長
- 2014年 - 関西経済連合会 副会長[7]
- 2020年 - 東洋紡 相談役[8]、クラブ関西 理事長[9]